# سوزان لا فليش بيكوت
سوزان لا فليش بيكوت (بالإنجليزية: Susan La Flesche Picotte)‏ (17 يونيو 1865 – 18 سبتمبر 1915)، طبيبة ومصلحة أمريكية الأصل نشأت في محمية أوماها في ولاية نبراسكا، وهي أول مواطن أمريكي يحصل على شهادة طبية. قادت العديد من الحملات التي تدعم الصحة العامة والتخصيص الرسمي والقانوني للأراضي لأفراد قبيلة أوماها.
كانت بيكوت مصلحة اجتماعية نشطة بالإضافة إلى كونها فيزيائية، وعملت على تشجيع سكان المحمية على الامتناع عن معاقرة الخمر كجزء من حركة الاعتدال في القرن التاسع عشر. قادت أيضًا حملة للوقاية من مرض السل وعلاجه كجزء من حملة دعم الصحة العامة في محمية قبيلة أوماها. عملت أيضًا على مساعدة أشخاص آخرين من المحمية على شق طريقهم وسط بيروقراطية مكتب الشؤون الهندية واستلام الأموال المستحقة لهم مقابل بيع أراضيهم.

## حياتها السابقة
ولدت سوزان لا فليش (بيكوت) في يونيو من عام 1865 في محمية أوماها، ولاية نبراسكا الشرقية. كان والداها ثنائيا العرق، وتزوجا في وقت ما بين عامي 1845-1846، وعاشا لمدة طويلة خارج حدود المحمية.
يعود أصل والدها جوزيف لا فليش، والذي يُدعى أيضًا آيرون آي، إلى قبيلة بونكا في ولاية نبراسكا بالإضافة إلى أصل أجداده الفرنسي والكندي. تلقى تعليمه في سانت لويس ثم عاد إلى المحمية عندما كان شابًا، وعرِف في ما بعد كفرد في قبيلة أوماها. تبناه الرئيس يونغ إيلك في عام 1853 واختاره كخليفة له فأصبح القائد الرئيسي للقبيلة في عام 1855. سعى لا فليش إلى مساعدة شعبه من خلال تشجيع الدمج، وخاصة من خلال سياسة تخصيص الأراضي إذ أدى ذلك إلى احتكاك شعب قبيلة أوماها ببعضه البعض.
كانت والدتها ماري جيل ابنة الدكتور جون جيل جراحة في الجيش في مدينة فورت أتكينسون في ولاية آيوا في الولايات المتحدة، وكان زوج أمها الثاني تاجر الفراء الشهير في نبراسكا ورجل الدولة بيتر أبادي ساربي. عُرفت ماري جيل في ما بعد كفرد في قبيلة أوماها مثل زوجها. رفضت التكلم بلغة أخرى غير لغة قبيلة أوماها الأصلية على الرغم من إتقانها للغتي الإنكليزية والفرنسية.
كانت بيكوت الأخت الأصغر لثلاث فتيات وهن سوزيت (1854-1903)، وروزالي (1861-1900)، ومارغريت (1862-1945). اشتهر أخوها غير الشقيق فرانسيس لا فليش لاحقًا كعالم إثني، وعالم أنثروبولوجيا، وعالم موسيقى، وبتركيزه على حضارتي أوماها وأوساج.
تعلمت بيكوت خلال نشأتها تقاليد تراثها. شعر والداها أن بعض الطقوس المحلية ستكون مؤذية لابنتهم في العالم الأبيض، فأبعداها عن تلقي اسم خاص بالقبيلة أو عن الحصول على وشم تقليدي على جبينها. استخدمت لغة القبيلة مع والديها، وشجعاها وأختها الكبرى سوزيت على التحدث باللغة الإنجليزية مع أخواتها. تشكّل اهتمام بيكوت في الطب منذ صغرها بعد أن شهدت وفاة امرأة هندية مريضة بسبب رفض طبيب ذو بشرة بيضاء معالجتها.

## التدخل السياسي وقضية التخصيص

### الصراعات مع الميراث
ظهرت قضية تخصيص الأراضي مرة أخرى عندما توفي هنري بيكوت زوج سوزان لا فليش بيكوت في عام 1905. توفي هنري تاركًا نحو 185 فدانًا من الأراضي في ساوث داكوتا لبيكوت وأبنائها بيير وكاريل، وتسبب كل من المطالبة بها وبيعها بالعديد من التعقيدات. بقيت الأراضي تحت سيطرة الحكومة في وقت وفاة هنري، وكان على ورثته إثبات كفاءتهم من أجل استلام المستحقات المالية الناتجة عن بيعها، وكان على الورثة القاصرين، مثل أبناء بيكوت، أن يكون لديهم وصي قانوني يمكنه إثبات الكفاءة بالنيابة عنهم.
استغرقت عملية الحصول على الأموال المستحقة لهم وقتًا طويلًا وجهدًا كبيرًا، وتوجب على بيكوت أن ترسل العديد من الرسائل إلى المكتب الهندي ليتعرف عليها كفرد مؤهَّل من أجل الحصول على جزء من الميراث. منحها آر جي تايلور وكيل محمية يانكتون حق الحصول على الميراث أخيرًا في عام 1907، بعد عامين تقريبًا من وفاة زوجها. وجدت بيكوت صعوبة كبيرة في الحصول على ما ورثاه ولديها. رفض بيتر بيكوت، الوصي القانوني على أرض أبنائها، الموافقة على بيع الأراضي بسبب بعده عنهما ووجوده في ولاية أخرى.
ردّت بيكوت بإرسال العديد من الرسائل إلى المفوَّض ليوب رئيس المكتب الهندي، ووصفت بيتر بيكوت بالثمل وآر جي تايلور بالمتعنّت وغير الكفء، والبدء بقضية كونها أفضل مدير لأموال أبنائها. لاقت رسائلها الاهتمام هذه المرة، ورد عليها المكتب الهندي في غضون أسبوع بالعديد من الرسائل الأصلية، وأبلغها بأمر تايلور بتجاهل اعتراضات بيتر بيكوت.
استثمرت بيكوت هذه الأموال في تأجير العقارات، وكانت قادرة على استخدام هذا الدخل المادي لدعم نفسها وأبنائها، ولكن لم تكن هذه نهاية معاركها مع بيروقراطية الحكومة الفيدرالية. ورث أطفالها الأرض من بعض أقارب زوجها الذين ينتمون لقبيلة سو الأمريكية، ودخلت في معركة أخرى مع البيروقراطية ولكنها انتهت منها بشكل إيجابي في عام 1908.

### العمل من أجل المجتمع
استمرت صراعات بيكوت مع بيروقراطية التخصيص نيابة عن أعضاء آخرين في مجتمعها. اكتسبت بيكوت ثقة مجتمعها بصفتها كطبيبة، وتوسع دورها كقائدة محلية من كاتبة رسائل ومترجمة فورية إلى المُدافعة عن مصالح أرض أوماها. سعت إلى مساعدة سكان أوماها الآخرين الذين أرادوا بيع أراضيهم والتحكم بالأموال المستحقة لهم، وحاولت المساعدة في حل المواقف التي استفاد فيها البيض من الهنود الذين اختاروا تأجير أراضيهم.
ازداد وعي بيكوت وغضبها أيضًا من عملية الاحتيال على الأراضي التي ارتكبتها مجموعة من الرجال في محمية أوماها وحولها. ركزت بيكوت على المجموعة التي تألفت من ثلاثة رجال من البيض واثنين من رجال أوماها الذين خدعوا القاصرين بمستحقاتهم من الميراث. قضت بيكوت معظم حياتها وهي تثبت وجود حضارة قبيلة أوماها، وكتبت العديد من الرسائل التي تنص على عدم كفاءة أفراد شعبها بحماية أنفسهم ضد الاحتيال وحاجتهم إلى حماية الحكومة الفدرالية المستمرة، وأرسلتها إلى المكتب الهندي في عام 1909.
سافرت بيكوت إلى واشنطن العاصمة في عام 1910 للتحدث مع مسؤولين من مكتب الشؤون الهندية، وأخبرتهم عن قمع المكتب الهندي لتطور مهارات ومعارف البيض العملية بين الهنود، وذلك على الرغم من كفاءة معظم شعب أوماها في إدارة شؤونهم، وبالتالي فإن سبب عدم كفاءة أقلية من شعب أوماها هو خطأ ارتكبته الحكومة الفيدرالية.
ظهرت هذه الحجة نتيجة لحملاتها ضد دمج محميتي أوماها وينيباغو الذي اقتُرح في عام 1904 وأعيد إحياءه في عام 1910. كانت بيكوت جزءًا من حركة معارضة محمية أوماها لهذا الدمج، واستخدمت خطابات ومقالات صحفية لاذعة لتوصيل وجهة نظرها إلى بيروقراطية مكتب الشؤون الهندية، وقالت إن الشريط الأحمر غير الضروري الذي أوجده الدمج ليس سوى عبء إضافي على محمية أوماها، وأنه ليس إلا دليلًا إضافيًا على معاملة مكتب الشؤون الهندية لهم كالأطفال وليس كمواطنين على استعداد للمشاركة بديمقراطية. استمرت في العمل نيابة عن مجتمعها حتى نهاية حياتها على الرغم من أن الكثير من هذا العمل كان بلا جدوى، وبسبب ازدياد خسارة شعبها للكثير من أراضي أجدادهم باعتمادهم على مكتب الشؤون الهندية.

## المرض والموت والإرث
عانت بيكوت معظم حياتها من مرض مزمن، وكانت تمر بحالات من ضيق التنفس خلال فترة دراستها الجامعية، وأُجبرت على أخذ قسط من الراحة لاستعادة صحتها في عام 1892 بعد بضع سنوات من العمل في المحمية خصوصًا بعد معاناتها المستمرة من آلام الرقبة والرأس والأذنين. تعافت بعد ذلك ولكنها تعرضت مرة أخرى في عام 1893 لحادثة سقوط عن حصانها تسببت لها بإصابات داخلية كبيرة، وأدى ذلك إلى إصابتها بالصمم بعد مرور الوقت.
تدهورت حالتها الصحية في ما بعد حيث عانت من سرطان العظام وتوفيت في أوائل شهر مارس في عام 1915. دُفنت في مقبرة بانكروفت في ولاية نبراسكا بالقرب من زوجها وأبيها وأمها وأخواتها وأخيها غير الشقيق.